# 萃河
萃河，是中國四川省宜賓市的一條河，發源於宜賓境內川南地區最高峰，屬國家級自然保護區的老君山（海拔2008.7米）。
萃河是岷江的二級支流，流經宜賓市的屏山縣、宜賓縣境內，流域面積22公里，最後由“戀溪口”匯入岷江，是岷江下游地區最後一條支流。
萃河因《翠翠與阿和》的民間傳說而得名，在川南享有很高的知名度。  　　